# Wangerooge (Schiff)
Die Wangerooge ist (neben der Harlingerland) eines der beiden regelmäßig zwischen der Nordseeinsel Wangerooge und Harlesiel eingesetzten Fährschiffe. Betrieben wird das Schiff durch die Reederei Warrings im Auftrag der zur DB Fernverkehr gehörenden SIW Schifffahrt und Inselbahn Wangerooge. Das Schiff von 1985 ersetzte ein Vorgängerschiff gleichen Namens von 1960, das ebenfalls auf der Husumer Werft gebaut wurde.
Das Schiff ist eine reine Personenfähre. Einzig das aufzugebende Gepäck der Reisenden wird in kleinen Containern auf dem Vorschiff transportiert. Die kleinen Container werden mit einem am Schiff montierten Kran auf das Vorschiff und später in Wangerooge auf die Inselbahn geladen.
Trotz des geringen Tiefgangs der Wangerooge ist die Fährverbindung Wangerooge–Harlesiel tideabhängig.

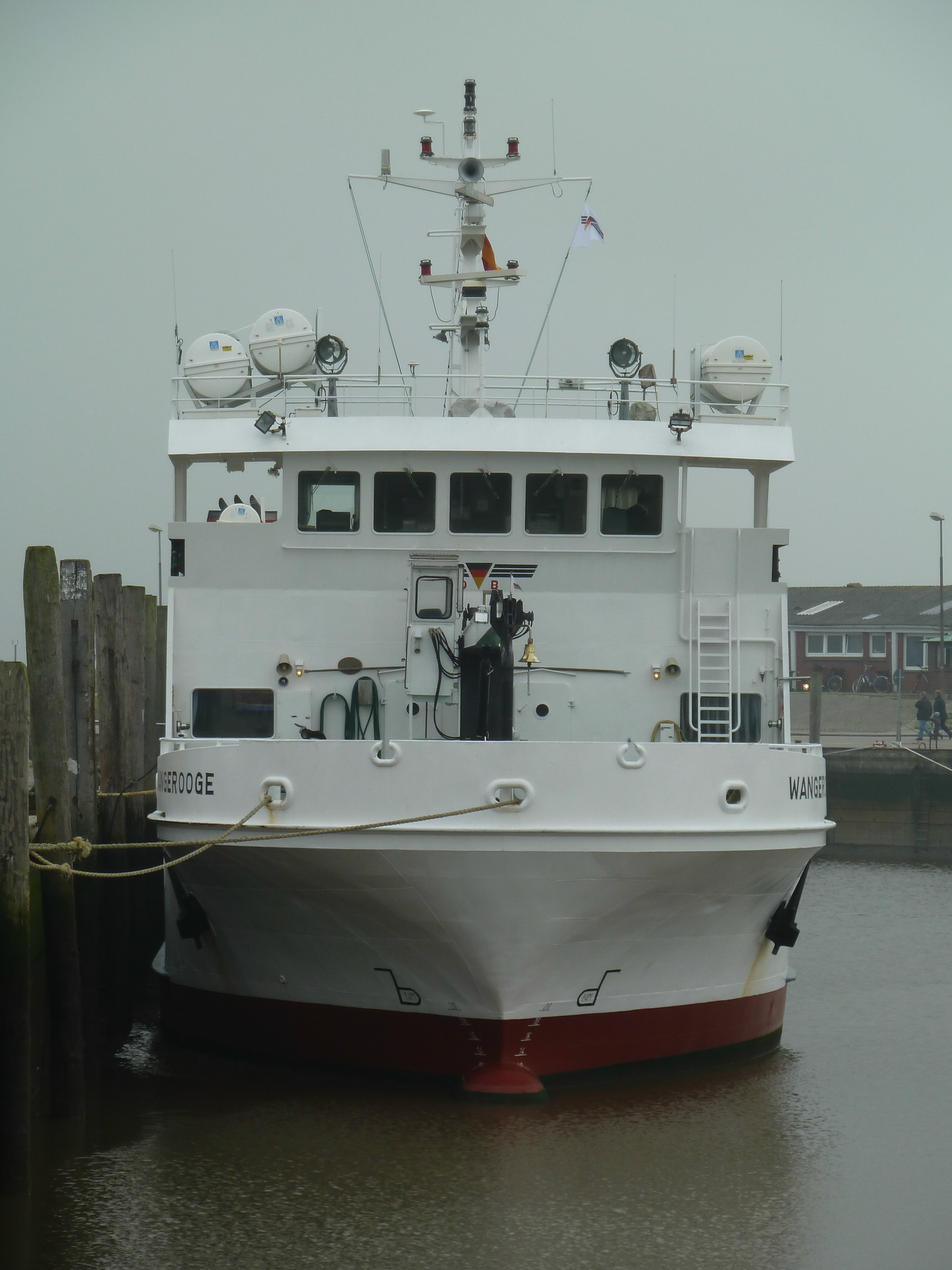
Wangerooge in Harlesiel (2010)